# Xylotrechus biimpressus
Xylotrechus biimpressus är en skalbaggsart som beskrevs av Aurivillius 1924. Xylotrechus biimpressus ingår i släktet Xylotrechus och familjen långhorningar. Inga underarter finns listade i Catalogue of Life.